# X-COM: Enforcer
X-COM: Enforcer — компьютерная игра, созданная компанией Infogrames. Это пятая игра в серии X-COM, но ничего общего с первыми четырьмя играми серии не имеет.
Эта игра представляет собой шутер от третьего лица, а не тактическую пошаговую стратегию, в отличие от предыдущих игр.

## Сюжет
Действие игры разворачивается во время Первой Войны с пришельцами в 1999 году. Как исходит из сюжетной линии, разыгрываемой параллельно сюжету X-COM: UFO Defense, ведётся программа по созданию ультимативного военного робота под руководством некоего безымянного Профессора. Однако ввиду сокращения финансирования от стран, связанных с программой X-Com, они были вынуждены отказаться от проекта. Профессор отказался останавливать проект и в тайне продолжил его разработку, переехав в пустыню Невада. По завершении, Enforcer был отправлен на борьбу с инопланетным вторжением.
Хотя в игре присутствует весь набор пришельцев из первых частей, изображаемые в игре события не отвечают канонам серии. Как следует из сюжета игры, Миротворец уничтожает пришельцев по всей территории США, в том числе несколько особых инопланетных созданий, нацеленных уничтожить его. В конце, Профессор обнаруживает материнский корабль пришельцев, ведущий приготовления к новой атаке на Землю. Речь идёт о настолько мощной атаке на Землю, какую никому не остановить, кроме Миротворца. Хотя Профессор смертельно ранен пришельцами, в последние минуты жизни он переправляет Миротворца на Материнский Корабль через телепорт. В конце концов, это приводит к схватке со скрытым прежде лидером инопланетного вторжения, известным как «Высший Чужой»(High Ethereal). Высший Чужой пытается защитить Материнский Корабль от Миротворца, а после его гибели, Материнский Корабль самоуничтожается, и Миротворца выбрасывает в открытый космос. Перед отключением, Миротворец вспоминает предсмертные слова Профессора.

## Игровой процесс

Сражение с Варгоном

В однопользовательском режиме, игрок вживается в роль Миротворца. Действие игры изображается в перспективе от третьего лица, для управления используются как клавиатура так и мышь. Цель каждого уровня, в основном вращается вокруг уничтожения инопланетян и спасения заложников. Каждое уничтожение пришельца приносит «очки данных», щедро выпадающие из их тушек. «Очки данных» могут быть подобраны и использованы между миссиями для выполнения исследований. Миротворец, так же, может подобрать «Неисследованный объект», который может расширить доступные пути исследований и предоставить доступ к новым видам оружия и брони.
Целью большинства миссий является уничтожение инопланетных телепортов (в их число иногда попадают кибернетические дроны), чтобы предотвратить дальнейшее поступление живой силы противника. В некоторых миссиях игрок должен выстоять против всё новых волн наступления, защитить важные объекты, и сразиться с боссами.
Есть и головоломки, которые представлены в игре достаточно просто, с основным фокусом на непрекращающемся действии и бесконечном наступлении пришельцев.

### Исследования в игре
Всего в игре существует три категории исследований — оружие, бонусы, и улучшения внутренних систем Миротворца. У всего есть максимум исследования, дальше которого улучшение невозможно. Так может быть включён авторемонт Миротворца, увеличена скорость бега, высота прыжка, дальность и мощность стрельбы.

## Критические отзывы об игре
| Сводный рейтинг | Сводный рейтинг |
| Агрегатор       | Оценка          |
| --------------- | --------------- |
| GameRankings    | 65,13 %         |

Мнения рецензентов об игре X-COM: Enforcer не были однозначными, оценки тоже разнились, например, Metascore оценила игру в 65 баллов.
IGN утверждает, что это игра «бесконечного действия» («pretty much nonstop action») и она идеально подходит для того, чтобы «убить на неё пятнадцать минут в день» («When [you’ve] only got fifteen minutes to kill») и оценивает игру в 8/10 баллов.
Gamespot отмечает «Это абсолютно лишённый смысла шутер, который неизвестно что забыл под маркой такой известной серии стратегических игр», и оценивает игру в 64 балла.
Computer Games Magazine был более суров в утверждении, что игра «Так же глубока и сложна, как сковородка», оценив игру в половину возможной оценки.

## Разработка
В ходе разработки игры, Hasbro отменила две других игры серии, которые разрабатывались параллельно — X-COM: Alliance и X-COM: Genesis. Учитывая, что Hasbro Interactive вышла из бизнеса вскоре после релиза X-COM: Enforcer, в игре можно увидеть перемешанные ресурсы из игр Alliance и Genesis. Неоднократно в скриптах игры можно увидеть имена и теги пришельцев, планировавшихся для Alliance, как например тег Ascadian, содержимое одного из помещений звездолёта «Паттон» («Patton») использовано для жилого помещения в лаборатории.